# Sheer Qorma
Sheer Qorma ist ein Filmdrama von Faraz Arif Ansari, das im Juni 2021 beim Frameline Filmfestival seine Premiere feierte und im Juli 2021 beim Indischen Filmfestival Stuttgart erstmals in Deutschland vorgestellt wurde.

## Handlung
Sitara ist pakistanisch-kanadische Staatsbürgerin und reist mit ihrer Geliebten Saira nach Indien. Doch deren Mutter Ammi fällt es schwer, sich mit den Entscheidungen ihrer Tochter abzufinden.

## Produktion

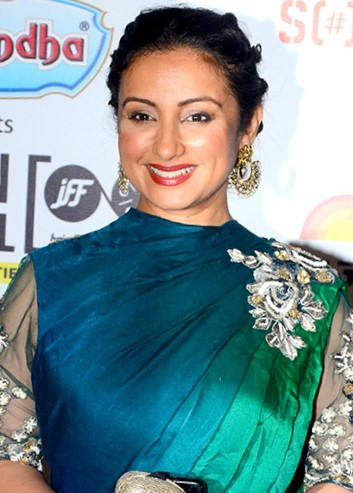
Divya Dutta spielt Saira

Regie führte Faraz Arif Ansari, der auch das Drehbuch schrieb. In einer früheren Erklärung hatte Ansari über Ammi im Film gesagt, diese sei die Mutter, die wir alle verdienen, und er brachte seine Hoffnung zum Ausdruck, dass diese Figur auch einen dringend benötigten Dialog über Elternschaft eröffnet, nicht nur mit Eltern queerer Kinder. Bei dem titelgebenden Sheer Qorma handelt es sich um ein Dessert, das die Mutter dem Paar zubereitet hat.
Swara Bhaskar spielt Sitara, Divya Dutta ihre Geliebte Saira und Shabana Azmi deren Mutter Ammi.
Die Weltpremiere erfolgte am 25. Juni 2021 beim Frameline Filmfestival in San Francisco. Im Juli 2021 war er in der digitalen Ausgabe des 18. Indischen Filmfestival Stuttgart in Deutschland, Österreich und in der Schweiz zu sehen.

## Rezeption

### Hassbotschaften und Todesdrohungen
Faraz Arif Ansari wurde für den Film in seinem Heimatland mit Hassbotschaften und Todesdrohungen überzogen. Diese hätten begonnen, als Sheer Qorma zum ersten Mal auf einem Festival einen Preis gewann und seitdem nicht mehr aufgehört, so der Regisseur: „Mein Instagram, Twitter und Facebook sind randvoll mit Todesdrohungen. Sie stammen zum einen von homophoben Menschen, zum anderen kommen sie von rechten Anhängern, die es stört, dass ich zu einer Minderheit gehöre.“

### Auszeichnungen
Frameline Filmfestival 2020
- Auszeichnung als Bester Kurzfilm mit dem Publikumspreis (Faraz Arif Ansari)[7]

Out On Film 2021
- Auszeichnung mit dem Publikumspreis in der Kategorie Narrative Short Film[8]